# Sigrid Rykhus
Sigrid Rykhus (* 8. Mai 1984 in Lillehammer) ist eine norwegische Telemark-Skiläuferin sowie Skicrosserin. Wie ihr älterer Bruder Eirik ist sie mehrfache Weltmeisterin im Telemarken.

## Werdegang
Mit dem Skilauf begann Rykhus bereits 1990 im Peer Gynt Alpinklubb. Zuerst alpine Skiläuferin probierte sie im Alter von 10 Jahren den Telemark-Skilauf. Ihr Debüt im Telemark-Weltcup gab sie am 17. März 2002. 2002 und 2003 belegte sie im Gesamtweltcup den Platz 31. Bei ihren ersten Weltmeisterschaften 2003 in Big Mountain kam sie im Classic-Rennen auf den zehnten Platz. In der Saison 2004 gewann sie in Rjukan ihr erstes Weltcuprennen und drei weitere Podestplätze. In der Weltcupgesamtwertung belegte sie den dritten Platz, das auch im Classic, im Riesenslalom den vierten Platz und im Classic-Sprint den fünften Platz. Ihr gelang in der Saison 2005 12 Siege und der erste Weltcupgesamtsieg. Bei den zweiten Weltmeisterschaften 2005 in Beitostølen holte sie sich souverän im Classic Sprint-Rennen die Goldmedaille, die Silbermedaille im Riesenslalom und im Classic den achten Platz. Wie in den vergangenen Saisons konnte sie auch in der Saison 2006 wieder um Sieg mitkämpfen, das gelang ihr dreimal und schloss die Saison im Gesamtweltcup als vierte ab. Zu Beginn des ersten Weltcups 2007 in Trysil fuhr sie zweimal, in Rjukan einmal auf den ersten Platz und am Ende der Saison gewann sie zum zweiten Mal den Gesamtweltcup. Bei ihren dritten Weltmeisterschaften 2007 in Thyon gewann sie wieder die Goldmedaille Classic Sprint und den vierten Platz im Riesenslalom. Mit sechs Siegen krönte sie sich in der Saison 2008 zum dritten Mal den Gesamtweltcup. In der Saison 2009 bestritt sie nur vier Weltcups und davon hat sie drei Rennen gewonnen. Am Ende wurde sie in der Gesamtwertung den fünften Platz. Bei ihrer vierten Teilnahme an der Weltmeisterschaft 2009 in Kreischberg holte sie sich im Classic, Classic Sprint und im gesamt (Classic, Classic Sprint und Riesenslalom) jeweils die Gold- und im Riesenslalom die Bronzemedaille.
Sie wollte zu den Winterspielen 2010 nach Vancouver und deshalb startete sie vor ihrem Debüt am 19. Februar 2009 im Freestyle-Skiing-Weltcup 2008/09 im Freestyle-Skiing-Europacup und in FIS-Rennen im Skicross. Ihre bisher beste Platzierung im Weltcup gelang ihr im März mit Rang 15 beim Rennen in Grindelwald. Zudem wurde sie 2009 norwegische Vizemeisterin. Um ihr Ziel einer Olympiateilnahme zu verwirklichen, wollte sich Sigrid Rykhus in der Saison 2009/10 völlig auf Skicross konzentrierten. Doch schon im Training zum ersten Weltcuprennen in Innichen, Südtirol erlitt sie einen Rippenbruch und eine Milzruptur. Sie konnte daher erst bei den norwegischen Meisterschaften im April 2010 (Platz 4) wieder starten.
Nach der Verletzung und einer nicht Teilnahme an den Winterspielen 2010 in Vancouver wendete sie sich wieder dem Telemarksport zu. Nach dem Wiedereinstieg mitten in der Saison in die Telemark-Weltcup 2011 konnte sie wieder um Siege mit fahren. Sie gewann in Espot und Hafjell jeweils ein Rennen und stand im Gesamtweltcup am Ende auf dem fünften Platz, im Classic und im Classic Sprint errang sie den dritten Platz und im Riesenslalom den neunten Platz. Bei den Weltmeisterschaften 2011 in Rjukan fuhr sie vor ihrem Heimpublikum im Classic-Rennen die Goldmedaille nach Hause. Im Riesenslalom, Classic Sprint und im gesamt holte Rykhus die Silbermedaille. Am Anfang der Saison 2012 gewann sie zwei FIS-Rennen in Geilo. Sie gewann in der Weltcupsaison 2012 acht Weltcuprennen. Im Gesamtweltcup belegte sie den zweiten Platz, im Classic den dritten Platz, im Classic Sprint den zweiten Platz und sie gewann die Weltcupdisziplin Parallelsprint. Am 6. Januar 2013 gewann sie das FIS-Rennen in Aandalsnes. In der Weltcupsaison 2013 gewann sie sechs Weltcuprennen. Zum Abschluss der Saison gewann sie zwei Gold- und eine Silbermedaille bei den Weltmeisterschaften 2013 in Espot.

## Erfolge

### Telemark-Weltmeisterschaften
- Big Mountain 2003: 10. Classic
- Beitostølen 2005: 2. Riesenslalom, 1. Classic Sprint, 8. Classic
- Thyon 2007: 1. Classic Sprint, 4. Riesenslalom
- Kreischberg 2009: 3. Riesenslalom, 1. Classic Sprint, 1. Classic, 1. Gesamt
- Rjukan 2011: 2. Riesenslalom, 1. Classic, 2. Classic Sprint, 2. Gesamt
- Espot 2013: 2. Classic, 1. Parallelsprint, 1. Classic Sprint

### Telemark-Weltcup
- 88 Podestplätze, davon 44 Siege:

|    | Datum             | Ort                        | Land               | Disziplin      |
| -- | ----------------- | -------------------------- | ------------------ | -------------- |
| 01 | 18. März 2004     | Rjukan                     | Norwegen           | Riesenslalom   |
| 02 | 18. Januar 2005   | Bad Hindelang              | Deutschland        | Classic        |
| 03 | 19. Januar 2005   | Bad Hindelang              | Deutschland        | Riesenslalom   |
| 04 | 21. Januar 2005   | Thyon                      | Schweiz            | Riesenslalom   |
| 05 | 25. Januar 2005   | Montchavin-Les-Coches      | Frankreich         | Classic Sprint |
| 06 | 29. Januar 2005   | Kranjska Gora              | Slowenien          | Classic Sprint |
| 07 | 30. Januar 2005   | Kranjska Gora              | Slowenien          | Classic Sprint |
| 08 | 15. Februar 2005  | Mont Edouard               | Kanada             | Riesenslalom   |
| 09 | 18. Februar 2005  | Mont Edouard               | Kanada             | Classic Sprint |
| 10 | 22. Februar 2005  | Mont Edouard               | Kanada             | Riesenslalom   |
| 11 | 7. April 2005     | Rjukan                     | Norwegen           | Riesenslalom   |
| 12 | 8. April 2005     | Rjukan                     | Norwegen           | Classic        |
| 13 | 9. April 2005     | Rjukan                     | Norwegen           | Classic Sprint |
| 14 | 6. März 2006      | Kimberley                  | Kanada             | Classic Sprint |
| 15 | 8. März 2006      | Kimberley                  | Kanada             | Classic        |
| 16 | 12. März 2006     | Schweitzer Mountain Resort | Vereinigte Staaten | Classic        |
| 17 | 20. Januar 2007   | Trysil                     | Norwegen           | Classic        |
| 18 | 21. Januar 2007   | Trysil                     | Norwegen           | Classic        |
| 19 | 25. Januar 2007   | Rjukan                     | Norwegen           | Riesenslalom   |
| 20 | 14. Januar 2008   | Kreischberg                | Österreich         | Classic Sprint |
| 21 | 25. Januar 2008   | Rjukan                     | Norwegen           | Classic Sprint |
| 22 | 26. Januar 2008   | Rjukan                     | Norwegen           | Classic Sprint |
| 23 | 31. Januar 2008   | Pyhätunturi Ski resort     | Finnland           | Classic        |
| 24 | 19. März 2008     | Sugarbush                  | Vereinigte Staaten | Classic Sprint |
| 25 | 20. März 2008     | Sugarbush                  | Vereinigte Staaten | Riesenslalom   |
| 26 | 13. Dezember 2008 | Les Houches                | Frankreich         | Classic Sprint |
| 27 | 14. Dezember 2008 | Les Houches                | Frankreich         | Classic        |
| 28 | 28. Januar 2009   | Valdezcaray                | Spanien            | Classic Sprint |
| 29 | 12. Februar 2011  | Espot                      | Spanien            | Classic Sprint |
| 30 | 12. März 2011     | Hafjell                    | Norwegen           | Classic Sprint |
| 31 | 22. Januar 2012   | Bohinj                     | Slowenien          | Classic Sprint |
| 32 | 28. Januar 2012   | Kvittfjell                 | Norwegen           | Classic Sprint |
| 33 | 29. Januar 2012   | Kvittfjell                 | Norwegen           | Classic        |
| 34 | 3. Februar 2012   | Rjukan                     | Norwegen           | Parallelsprint |
| 35 | 11. März 2012     | Chamonix-Mont-Blanc        | Frankreich         | Classic        |
| 36 | 13. März 2012     | Les Contamines-Montjoie    | Frankreich         | Classic Sprint |
| 37 | 17. März 2012     | Espot                      | Spanien            | Parallelsprint |
| 38 | 18. März 2012     | Espot                      | Spanien            | Classic Sprint |
| 39 | 14. Januar 2013   | Bohinj                     | Slowenien          | Classic Sprint |
| 40 | 9. Februar 2013   | Chamonix-Mont-Blanc        | Frankreich         | Classic Sprint |
| 41 | 10. Februar 2013  | Chamonix-Mont-Blanc        | Frankreich         | Classic        |
| 42 | 28. Februar 2013  | Rjukan                     | Norwegen           | Parallelsprint |
| 43 | 1. März 2013      | Rjukan                     | Norwegen           | Parallelsprint |
| 44 | 5. März 2013      | Geilo                      | Norwegen           | Classic Sprint |

- Weltcupplatzierungen

| Saison | Gesamt | Riesenslalom | Classic | Classic Sprint | Parallelsprint |
| ------ | ------ | ------------ | ------- | -------------- | -------------- |
| 2002   | 31.    | –            | 26.     | –              | –              |
| 2003   | 31.    | –            | 28.     | –              | –              |
| 2004   | 3.     | 4.           | 3.      | 5.             | –              |
| 2005   | 1.     | 1.           | 2.      | 1.             | –              |
| 2006   | 4.     | 3.           | 3.      | 4.             | –              |
| 2007   | 1.     | 1.           | 1.      | 4.             | –              |
| 2008   | 1.     | 3.           | 1.      | 1.             | –              |
| 2009   | 5.     | 5.           | 3.      | 6.             | –              |
| 2011   | 5.     | 9.           | 3.      | 3.             | –              |
| 2012   | 2.     | –            | 3.      | 2.             | 1.             |
| 2013   | 1.     | –            | 2.      | 1.             | 1.             |

### Freestyle-Skiing-Weltcup (Skicross)
- 4 Platzierungen unter den besten 30.
- Saison 2008/09: 38.

### Freestyle-Skiing-Europacup (Skicross)
- 4 Platzierungen unter den besten 25.
- Saison 2008/09: 25.

### Weitere Erfolge
- 3 Siege im Telemark FIS-Rennen